# Ar-Ramtha
Ar-Ramtha (în arabă الرَّمثا, transliterat: ar-Ramṯā), colocvial transliterat ca ar-Romtha (în arabă الرُّمثا, transliterat: ar-Rumṯā), este un oraș situat în nord-vestul îndepărtat al Iordaniei în apropiere de granița cu Siria. Acesta acoperă 40 km2 într-o locație plană la 30 km nord-est de râul Iordan și Irbid. În 2017, ar-Ramtha avea o populație de aproximativ 164.211 locuitori, ceea ce îl face al unsprezecelea oraș ca mărime din Iordan, și al doilea în Guvernoratul Irbid, iar orașul a crescut de atunci. Face parte din districtul Ar-Ramthā al Guvernoratului Irbid.

## Etimologie
Ar-Ramtha este numit după o plantă locală din deșert, al-ramath (îm arabă الرمثا). În timpul ocupației sale de către Imperiul Roman și Imperiul Bizantin, orașul a fost cunoscut sub numele de Ramatha.
Ar-Ramtha ar putea fi, de asemenea, conectat la orașul biblic Ramoth-Gilead, Ebraic pentru „Înălțimile Gilead”.

## Istorie

### Preistorie
Climatul stabil din ar-Ramtha și zonele înconjurătoare a atras multe animale să trăiască în vecinătatea ar-Ramtha, precum și condițiile simple pentru gestionarea unei vieți lungi stabile acolo au atras oamenii să facă din aceste regiuni primele alegeri de a se aduna în grupuri de vânători și de a trăi în peșteri stâncoase.

### Istoria antică
Artefactele și mormintele din zonă arată că ar-Ramtha a fost locuit cel puțin din epoca bronzului, dar lipsa de studiu a regiunii nu ne oferă informații exacte despre momentul în care oamenii au ales pământul pentru a trăi.
Ar-Ramtha ar putea fi locul orașului Israelit Ramoth-Gilead, un oraș levitic și un oraș de refugiu la est de râul Iordan, menționat de mai multe ori în Biblia ebraică.
Potrivit Cărții Regilor, Ramoth-Gilead a fost locul unei bătălii între Împărăția lui Israel și Aram Damasc. În timpul bătăliei, regele Ahab al Israelului s-a alăturat regelui Iosafat al lui Iuda pentru a lupta împotriva aramaienilor, dar a fost lovit de o săgeată și a murit din cauza rănilor sale. Mai târziu Ramoth-Gilead, a fost, de asemenea, locul unei bătălii în care Ohozia al Israelului și Iehoramul lui Iuda au luptat împotriva lui Hazael, regele Aram Damascului, iar Iehoram a fost rănit. În această cetate, Iosua, fiul lui Iosafat, a fost uns de Elisei.

### Epoca clasică
Imperiul Roman a folosit ar-Ramtha ca un hub îndepărtat pentru a-și lega coloniile. Ruinele clădirilor și antichitățile romane antice au fost descoperite în diferite părți ale ar-Ramtha. În timpul răspândirii islamului, ar-Ramtha, care se afla pe teritoriul refiunii Hauran, a fost un port pentru savanții musulmani care treceau între Siria și Hidjaz. Din punct de vedere istoric și sociologic, orașul este geamănul orașului Daraa din Siria, care este situat chiar de cealaltă parte a frontierei.

### Epoca otomană
În 1596 au apărut taxele otomane sub numele de „Ramta”, făcând parte din „nahiya”, din Butayna în sangeacul Hauran. Avea o populație în întregime musulmană formată din 16 gospodării și 3 burlaci. Aceștia au plătit o cotă fixă de impozitare de 40 % pentru produsele agricole, inclusiv grâu, orz, culturi de vară, capre și stupi de albine; un total de 2.740 akçe. Jumătate din acestea au fost venituri „waqf”.

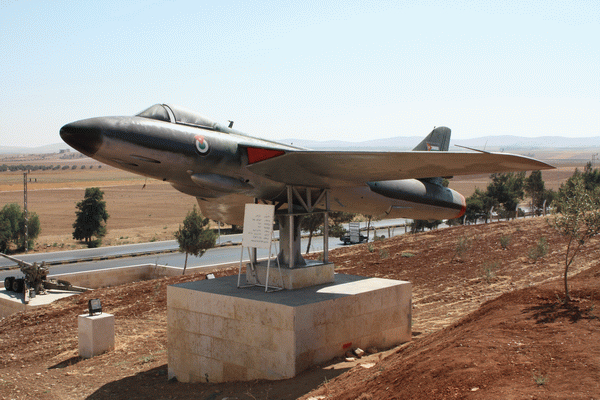

### Epoca modernă
Recensământul iordanian din 1961 a găsit 10.791 de locuitori în Ramtha.

## Geografie
La nord-vest de ar-Ramtha este a doua cea mai mare sursă de ulei de șist din Iordania, care, dacă este utilizat în producerea de petrol, poate spori economia în Iordania în mod semnificativ.

## Clima
Ar-Ramtha are un climat mediteranean. Vara este caldă și lungă (patru luni in medie), dar are nopți răcoroase. Temperaturile variază în timpul verii de la 27 °C (81 °F) – 33 °C (91 °F). Temperaturile de primăvară și de toamnă sunt ideale pentru corpul unui om, ele variază de la 17 °C (63 °F) – 23 °C (73 °F). Iarna are temperaturi nocturne uneori sub0 °C (32 °F), cu ninsori o dată sau de două ori pe an. Numărul mediu anual de zile cu ploi este de 77. Cea mai scăzută temperatură înregistrată vreodată în Romtha a fost de −18 °C în viscolul din 1992.
| Date climatice pentru Romtha/Irbid (1982–2008) | Date climatice pentru Romtha/Irbid (1982–2008) | Date climatice pentru Romtha/Irbid (1982–2008) | Date climatice pentru Romtha/Irbid (1982–2008) | Date climatice pentru Romtha/Irbid (1982–2008) | Date climatice pentru Romtha/Irbid (1982–2008) | Date climatice pentru Romtha/Irbid (1982–2008) | Date climatice pentru Romtha/Irbid (1982–2008) | Date climatice pentru Romtha/Irbid (1982–2008) | Date climatice pentru Romtha/Irbid (1982–2008) | Date climatice pentru Romtha/Irbid (1982–2008) | Date climatice pentru Romtha/Irbid (1982–2008) | Date climatice pentru Romtha/Irbid (1982–2008) | Date climatice pentru Romtha/Irbid (1982–2008) |
| Luna                                           | Ian                                            | Feb                                            | Mar                                            | Apr                                            | Mai                                            | Iun                                            | Iul                                            | Aug                                            | Sep                                            | Oct                                            | Nov                                            | Dec                                            | Anual                                          |
| ---------------------------------------------- | ---------------------------------------------- | ---------------------------------------------- | ---------------------------------------------- | ---------------------------------------------- | ---------------------------------------------- | ---------------------------------------------- | ---------------------------------------------- | ---------------------------------------------- | ---------------------------------------------- | ---------------------------------------------- | ---------------------------------------------- | ---------------------------------------------- | ---------------------------------------------- |
| Maxima medie °C (°F)                           | 3.0 (37,4)                                     | 5.9 (42,6)                                     | 12.0 (53,6)                                    | 18.7 (65,7)                                    | 23.6 (74,5)                                    | 25.5 (77,9)                                    | 27.7 (81,9)                                    | 32.3 (90,1)                                    | 26.1 (79)                                      | 20.5 (68,9)                                    | 13.6 (56,5)                                    | 7.2 (45)                                       | 18,01 (64,41)                                  |
| Minima medie °C (°F)                           | −4.9 (23,2)                                    | −2.5 (27,5)                                    | 2.3 (36,1)                                     | 8.8 (47,8)                                     | 9.4 (48,9)                                     | 14.6 (58,3)                                    | 19.7 (67,5)                                    | 18.4 (65,1)                                    | 14.8 (58,6)                                    | 8.5 (47,3)                                     | 5.3 (41,5)                                     | 0.5 (32,9)                                     | 7,91 (46,23)                                   |
| Minima istorică °C (°F)                        | −20.7 (−5.3)                                   | −4.6 (23,7)                                    | 0.2 (32,4)                                     | 3.6 (38,5)                                     | 5.5 (41,9)                                     | 8.0 (46,4)                                     | 10.2 (50,4)                                    | 14.8 (58,6)                                    | 9.1 (48,4)                                     | 2.4 (36,3)                                     | −7.5 (18,5)                                    | −13.7 (7,3)                                    | −20,7 (−5,3)                                   |
| Ploaie mm (inches)                             | 163.0 (6.417)                                  | 230.7 (9.083)                                  | 86.0 (3.386)                                   | 55.3 (2.177)                                   | 27.1 (1.067)                                   | 6.1 (0.24)                                     | 0.0 (0)                                        | 0.0 (0)                                        | 12.1 (0.476)                                   | 46.3 (1.823)                                   | 83.5 (3.287)                                   | 114.0 (4.488)                                  | 824,1 (32,445)                                 |
| Sursă:                                         |                                                |                                                |                                                |                                                |                                                |                                                |                                                |                                                |                                                |                                                |                                                |                                                |                                                |

## Economie
Economia Ar-Ramtha se bazează pe comerț și pe importuri și exporturi. Platforma industrială Al Hassan găzduiește mai multe companii de outsourcing susținute de acționari străini cu majoritatea produselor vândute pe piețele americane și europene.

## Cultură

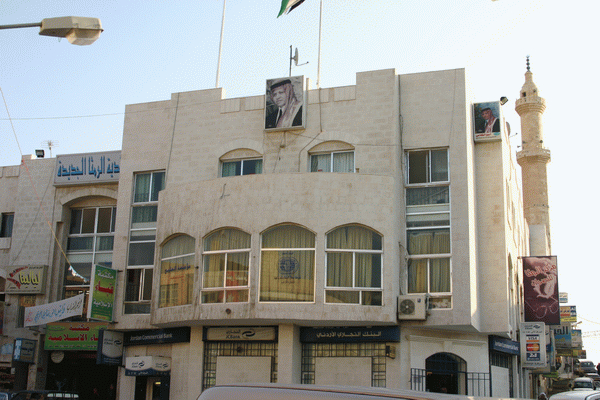
Sala de expoziții militare Ramtha

Orașul este renumit pentru ritualurile moștenite, cu poete care recită la ceremoniile de nuntă și la afacerile publice. Dabke este un dans popular arab originar din Ar-Ramtha. Printre artiștii proeminenți din Ar-Ramtha se numără Hussein Al-Salman, Lil ZeeJo - (Husam El-Zubi), Malik Allaham, Najem Al-Salman și Mitaab Al-Saggar.

## Sport
Acest oraș are două cluburi sportive, Al-Ramtha SC, un club de fotbal care este, de asemenea, membru al primei Prima Ligă Iordaniană, și Ittihad Al-Ramtha, un alt club de fotbal care este membru în prima divizie din Liga Iordaniană de Fotbal.

## Educație

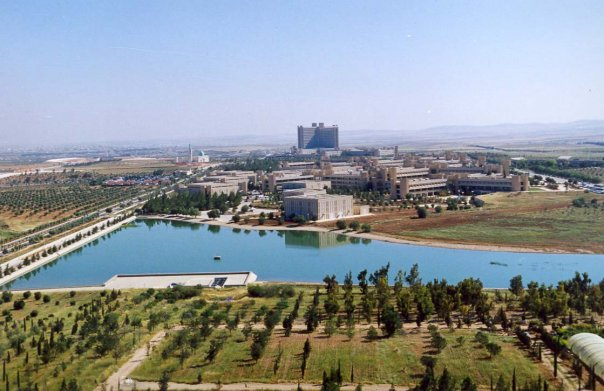
Rezervorul universității așa cum se vede cu Complexul clădirilor inginerești în fundal.

Orașul găzduiește Universitatea de Știință și Tehnologie din Iordania, care include un mare spital universitar, Spitalul Universitar King Abdullah care oferă tratament medical în regiune și oferă șanse studenților la medicină din universitate să se interneze și să învețe în timpul anilor de studiu.